# Episodi di Armstrong Circle Theatre (quarta stagione)
La quarta stagione della serie televisiva Teatro di Armstrong (Armstrong Circle Theatre) è stata trasmessa in anteprima negli Stati Uniti d'America dalla NBC tra il 1º settembre 1953 e il 25 maggio 1954.
In Italia questa stagione è stata trasmessa da Telecapri News dal 15 luglio al 7 dicembre 2010.
| nº | Titolo originale            | Titolo italiano | Prima TV USA      | Prima TV Italia |
| -- | --------------------------- | --------------- | ----------------- | --------------- |
| 1  | Judgment                    |                 | 1º settembre 1953 | 15 luglio 2010  |
| 2  | Two Prisoners               |                 | 8 settembre 1953  |                 |
| 3  | A Story to Whisper          |                 | 15 settembre 1953 |                 |
| 4  | The Last Tour               |                 | 22 settembre 1953 |                 |
| 5  | A Time to Live              |                 | 29 settembre 1953 |                 |
| 6  | Tour of Duty                |                 | 6 ottobre 1953    |                 |
| 7  | The Free Choice             |                 | 13 ottobre 1953   |                 |
| 8  | Herman                      |                 | 20 ottobre 1953   |                 |
| 9  | Julie's Castle              |                 | 27 ottobre 1953   |                 |
| 10 | The Honor of Littorno       |                 | 3 novembre 1953   |                 |
| 11 | The Right Approach          |                 | 10 novembre 1953  |                 |
| 12 | The Bells of Cockaigne      |                 | 17 novembre 1953  |                 |
| 13 | The Beard                   |                 | 24 novembre 1953  |                 |
| 14 | A Little Morning to Sell    |                 | 1º dicembre 1953  |                 |
| 15 | The Marshal of Misery Gulch |                 | 8 dicembre 1953   |                 |
| 16 | The Debt                    |                 | 15 dicembre 1953  |                 |
| 17 | A Tree in the Empty Room    |                 | 22 dicembre 1953  |                 |
| 18 | Return to Ballygally        |                 | 29 dicembre 1953  |                 |
| 19 | For Ever and Ever           |                 | 5 gennaio 1954    |                 |
| 20 | The Piano Tuner             |                 | 12 gennaio 1954   |                 |
| 21 | The Millstone               |                 | 19 gennaio 1954   |                 |
| 22 | The Old Man's Gold          |                 | 26 gennaio 1954   |                 |
| 23 | Pride of Jonathan Craig     |                 | 2 febbraio 1954   |                 |
| 24 | The Fight                   |                 | 9 febbraio 1954   |                 |
| 25 | Run to the Magic            |                 | 16 febbraio 1954  |                 |
| 26 | Evening Star                |                 | 23 febbraio 1954  |                 |
| 27 | Tam O'Shanter               |                 | 9 marzo 1954      |                 |
| 28 | The Fugitive                |                 | 16 marzo 1954     |                 |
| 29 | So Close the Stars          |                 | 23 marzo 1954     |                 |
| 30 | The Military Heart          |                 | 30 marzo 1954     |                 |
| 31 | My Client, McDuff           |                 | 6 aprile 1954     |                 |
| 32 | The Three Tasks             |                 | 13 aprile 1954    |                 |
| 33 | Treasure Trove              |                 | 20 aprile 1954    |                 |
| 34 | Gang-Up                     |                 | 27 aprile 1954    |                 |
| 35 | The Hand of the Hunter      |                 | 4 maggio 1954     |                 |
| 36 | Man Talk                    |                 | 11 maggio 1954    |                 |
| 37 | Breakdown                   |                 | 18 maggio 1954    |                 |
| 38 | The Use of Dignity          |                 | 25 maggio 1954    | 7 dicembre 2010 |